# 尼古拉·勒代斯库
尼古拉·勒代斯库（羅馬尼亞語：Nicolae Rădescu，羅馬尼亞語發音：[nikoˈla.e rəˈdesku]；1874年3月30日—1953年5月16日），罗马尼亚陆军军官、政治家。参加过第一次世界大战。20世纪20年代任驻英国陆军武官。1933年为抗议国王卡罗尔二世的独裁政策去职。第二次世界大战中被德国人关入集中营。1944年8月反法西斯政变成功后，他出任总理兼内政部长。1945年3月3日在苏联压力下被解除职务。他到塞浦路斯避难，1947年徙居美国纽约市。